# Джиролама Борджия
Джирòлама Борджия (на италиански: Girolama Borgia, Джиролама Борджа; на каталонски: Jerónima de Borja, Жеронима де Боржа; * 1469, Рим, Папска държава; † 20 януари 1483, Рим, Папска държава), е италианска аристократка, папска дъщеря.

## Произход
Както е посочено и в нотариалния акт за брака ѝ, тя е дъщеря на кардинал Родриго Борджия (бъдещ папа Александър VI) и неомъжена жена. Името на майката остава неизвестно, но тя трябва да е била метреса на бъдещия папа преди Ваноца Катанеи.
Тя е третото извънбрачно дете на баща си. Има четири или шест полубратя и две или три полусестри, сред които Чезаре, наречен Валентино (* 1475; † 1507), кардинал, политик, херцог на Валантиноа, на Романя и на Урбино, граф на Диоа, принц на Андрия и на Венафро, господар на Имола, Форли, Бертиноро и др., гонфалониер на Църквата и генерален капитан на Светата църква, Джовани (* 1476, † 1497), херцог на Гандия и херцог на Сеса, Лукреция (* 1480, † 1519), господарка на Непи, Сермонета и Басиано, господарка на Пезаро и Градара, херцогиня на Бишелие и княгиня на Салерно, и херцогиня на Ферара, Модена и Реджо, Хофрè/Гофредо (* 1481, † 1517), княз на Скуилаче, и Пиер Луиджи (* 1458, † 1491), херцог на Гандия и военен.

## Биография
Джиролама прекарва живота си в Рим. За разлика от нейните полубратя и сестри – децата на Ваноца Катанеи (Чезаре, Джовани, Лукреция и Гофредо), тя не получава важни титли и активи, но пък води комфортен живот в родния си град.
През 1481 г. се омъжва за римския аристократ Джовани Андреа (Джанандреа) Чезарини.
Умира в Рим на около 14 г. През същата година умира и съпругът ѝ, според някои отровен по заповед на полубрат ѝ Чезаре Борджия.